# Мулдавський монастир (Болгарія)
Мулдавський монастир — болгарський православний монастир, що знаходиться в районі Добростану в Західних Родопах, приблизно в 2,5 км на південний захід від села Мулдава і приблизно в 4 км на південний схід від Асеновграда. У легенді зазначається, що монастир був заснований під час другої болгарської держави і під час османського правління був знищений тричі, а потім відновлений. Востаннє був відбудований у XIX ст. (1836). Наразі є постійно діючим.

## Історія
Мулдавський монастир „Св. Петка“ був заснований в 14 ст., але незабаром після цього був спустошений османськими ордами. Як і більшість монастирів у цьому регіоні, він виріс в околицях стародавнього цілющого джерела. Вперше після його спустошення згадки про монастир під назвою "Св. Параскева" були знайдені в Станимашкото (Асеновград) з 1519 по 1538 рр.
Під час османського панування турки кілька разів спустошували Мулдавський монастир. Він став жертвою турецького релігійного фанатизму під час великих завоювань в Чепіно в 1666 р. Згодом монастир був знищений і відновлений кілька разів, востаннє був відбудований у 1836 р. ігуменом Антимом. У цей час було зведено нинішній храм та житлові корпуси.
За часів епохи Відродження Мулдавський монастир був важливим літературним центром і мав багату бібліотеку, що складалася з дуже старих і рідкісних рукописів, які пізніше були розграбовані і знищені. До 1888 р. монастир мав церковну школу.
В Мулдавському монастирі часто проживав апостол свободи Васил Левський.
У 1883 р. Мулдавський монастир відвідав відомий чеський художник Іван Мирквічка. Під час свого візиту раптово помер його син (якому виповнився всього 1 рік) і був похований у дворі монастиря.

## Архітектура
Монастирський комплекс складається з двоповерхових житлових будинків з відкритими верандами і високою стіною монастиря, що оточує з чотирьох сторін його просторий двір, покритий бруківкою. Усередині двору стоїть церква з високою дзвіницею.
Церква в Мулдавському монастирі була побудована в 1836 р. і являє собою велику тринавну безкупольну псевдобазіліку з внутрішнім і відкритим притвором, дзвіницею в південно-західному куті монастиря. Особливий інтерес представляє відкрита аркада, розміщена на семи кам'яних колонах, що утворює чотири окремі арки. На південно-західному куті аркади піднімається дзвіниця. У 1946 році церква була зруйнувана, збереглася лише її західна стіна з передпокоєм і аркадою. Церква була відбудована в 1951 році. Після руйнування церкви, лише окремі сцени з фресок у передпокої збереглися як частини зі сцени Апокаліпсису. З давньої архітектури храму збереглися притвор, відкрита галерея та дзвіниця, зведена в 1894 році майстрами Георгі Крастевим та Кіро Тодоровим з Асеновграда. Храм був розписаний у 1840 році художниками Крястьо Захарієвим та його синами Петром і Георгієм. У галереї біля входу знаходяться фігури святих Кирила і Мефодія, а всередині — Климента Охридського, Наума Преславського, Євтимія Тарновського та Теодосія Тарновського. Східна стіна передпокою повністю зайнята великою композицією "Страшного суду". На північних і південних стінах були знайдені кілька сцен, таких як «Створення світу», «Апокаліпсис» і «Діяння апостолів». Всі фрески аркади мають більш темні кольори і відрізняються стилем і виконанням від фресок у передпокої. Пам'ятний напис на зовнішній стороні аркади показує, що вони були написані в 1836 році, але ім'я художника не згадувалося. Цікавим є портрет мецената Петко Ч. Недельчева і його сина Недельчо з Чирпана. Вони представлені в повній довжині в довгих народних костюмах. Збереглися фрагменти фресок, а також відчуття монументальності і урочистості. У 1946 році храм монастиря зруйнувався (збереглися тільки передпокій і аркада), а в 1951 році був відновлений.